# 高君宇故居
高君宇故居，位于山西省太原市娄烦县静游镇峰岭底村，为中国共产党早期领导人之一的高君宇的故居。1996年1月12日列为中华人民共和国第三批山西省文物保护单位。2019年10月16日，由中华人民共和国国务院公布为第八批全国重点文物保护单位。

## 沿革
高君宇故居建于汾河上游峰岭山山下，始建于清末同治年间，为高君宇祖父所建，当地人称“高家大院”。建筑整体为灰砖窑洞建筑，占地面积约4,500平方米，建筑面积约1,200平方米，分为东上院、东下院、中院、西院、西院和西院子五座院落。东上院。东下院是长工的住宅和作坊。中院分上下两层，下层七孔窑洞，是楼梯、帐房、药店和管家、伙计们的住所；上层四孔是高家居室。
1995年，为迎接高君宇诞辰100周年，文物部门迁出了故居中的住户，并对高君宇故居进行了修缮、布展。1996年1月，入选山西省第三批重点文物保护单位。1996年10月22日，修缮后的高君宇故居对外开放，院里新增高君宇铜像和故居修缮纪事碑。中院底层陈列文物和照片，二层陈设着当年高君宇和家人生活时的布置。